# Ectopleura apicisacciformis
Ectopleura apicisacciformis is een hydroïdpoliep uit de familie Tubulariidae. De poliep komt uit het geslacht Ectopleura. Ectopleura apicisacciformis werd in 2007 voor het eerst wetenschappelijk beschreven door Xu, Huang & Guo. 